# 中小企業
中小企業（ちゅうしょうきぎょう）は、経営規模が規定以内の中小規模の企業。
英語ではSmall and Medium Enterprises（SME）と表現される。また、SMEは中小企業基本法における中小企業よりも範囲は狭く、中堅中小企業を指し示す際に用いられる。英語圏だけではなく、日本語圏でも中堅中小企業を指し示してSMEと称することがしばしばある。

## 日本の中小企業

### 定義
中小企業基本法では、第二条で「中小企業者の範囲」を次のように定義している。資本要件、人的要件いずれかに該当すれば、中小企業者として扱われる。
1. 資本の額（資本金）又は出資の総額が3億円以下の会社又は常時使用する従業員・社員の数が300人以下の会社及び個人であって、製造業、建設業、運輸業その他の業種（次号から第四号までに掲げる業種を除く）に属する事業を主たる事業として営むもの
2. 資本の額又は出資の総額が1億円以下の会社又は常時使用する従業員の数が100人以下の会社及び個人であって、卸売業に属する事業を主たる事業として営むもの
3. 資本の額又は出資の総額が5000万円以下の会社又は常時使用する従業員の数が100人以下の会社及び個人であって、サービス業に属する事業を主たる事業として営むもの
4. 資本の額又は出資の総額が5000万円以下の会社又は常時使用する従業員の数が50人以下の会社及び個人であって、小売業に属する事業を主たる事業として営むもの

ただし、具体的な中小企業政策を定めた個別の法令では、以下の特例を追加していることが多い。
- ゴム製品製造業は、資本金3億円以下または従業員900人以下
- 旅館業は、資本金5000万円以下または従業員200人以下
- ソフトウエア業・情報処理サービス業は、資本金3億円以下または従業員300人以下

この特例が設けられていない個別法令としては、中小企業退職金共済法などが挙げられる。
独立行政法人中小企業基盤整備機構法においては中小企業基本法での範囲のほか、企業組合、協業組合、事業協同組合、事業協同小組合、商工組合、協同組合連合会等も中小企業者として定義している。
また法人税法では業種に関係なく、資本金の額が1億円以下の企業が「中小企業者」と定義されている。後述の税制上の優遇措置を受けられるか否かは、主にこちらの定義が適用される。また、税務関係上の所管についても異なってくる（資本金1億円以下の中小企業は本社所在地管内の税務署が、同1億円超の大企業は国税局が所管することとなる）。
著名なアイリスオーヤマは上記の規定により大企業（大規模法人、大会社等）には分類されず、2020年現在においても中小企業（中小企業者）として扱われる。

### 小規模企業者
中小企業基本法第二条五項で、おおむね常時使用する従業員の数が20人（商業又はサービス業に属する事業を主たる事業として営む者については、5人）以下の事業者を、「小規模企業者」と定義している。

法的に明確な定義はされていないが、慣例的には、資本金1,000万円以下で従業員数が5人以下など、中小企業のなかでも小規模なものを零細企業という。

### 中小企業憲章
中小企業憲章は中小企業政策の基本的考え方と方針を定めたものである。中小企業庁は「中小企業憲章に関する研究会」を設置した。平成22年6月18日、中小企業憲章は閣議決定なされた。

#### 中小企業憲章に関する研究会委員
| 氏名       | 所属機関                                   | 備考（主な経歴等）                                                                                                |
| ---------- | ------------------------------------------ | --- |
| 村本孜座長 | 成城大学大学院社会イノベーション研究科教授 | 金融庁参与、神戸大学経済経営研究所リサーチフェロー、一橋大学大学院修了                                            |
| 榊原清則   | 慶應義塾大学総合政策学部教授               | 一橋大学教授、一橋大学大学院修了                                                                                  |
| 松島茂     | 東京理科大学専門職大学院教授               | 中小企業庁計画課長、中部通商産業局長等、東京大学法学部卒業                                                        |
| 三井逸友   | 横浜国立大学大学院環境情報研究院教授       | 日本学術振興会産業構造・中小企業第118委員会副委員長、日本中小企業学会第10代会長、慶應義塾大学大学院修了           |
| 安田武彦   | 東洋大学経済学部教授                       | 中小企業庁調査室長、日本中小企業学会理事、日本学術振興会産業構造・中小企業第118委員会委員等、東京大学経済学部卒業 |
| 山口義行   | 立教大学経済学部教授                       | 外務省参与等、立教大学大学院修了                                                                                  |

### 日本における中小企業研究
日本学術振興会は産学協力研究委員会として産業構造・中小企業第118委員会を擁している。日本学術振興会産業構造・中小企業第118委員会は日本における中小企業研究の中核的な組織である。戦前から活動してきた日本学術振興会第23（中小工業）小委員会に端を発している。昭和23年4月に現在の第118委員会として発足した。
| 期間                                    | 委員長 | 備考（主な経歴等）                                             |
| --------------------------------------- | ------ | -------------------------------------------------------------- |
| 平成29年4月1日～令和4年3月31日（5年間） | 堀潔   | 日本中小企業学会副会長、桜美林大学教授、慶應義塾大学大学院修了 |

委員の構成（平成31年4月現在）
| 出身母体 | 人数 |
| -------- | ---- |
| 学界     | 32名 |
| 産業界   | 4名  |
| 委員総数 | 36名 |

日本学術会議協力学術研究団体である日本中小企業学会は山中篤太郎（産業構造・中小企業第118委員会初代委員長、元一橋大学学長）を初代会長として設立された学術研究団体である。

### 中小企業のメリット
中小企業は税制度などの面で優遇されるため、あえて減資を行い中小企業になる、もしくは留まる企業も多い。このことから、経営危機に陥ったシャープの再建策の一つとして、この制度を利用して、税負担の軽減優遇を受けられる1億円への減資が検討されたことがあった。
代表的なメリットを以下に記述する。なお、税務面での優遇措置についてはここに記述した以外にも適用要件がある場合もあり注意が必要。下記の「日本における法人税課税の概要」も参照されたい。
- 法人税率の軽減
適用される法人税率が、2019年度現在、基本は23.2%だが、年800万円以下の部分の金額は15%に軽減される。つまり最大65.6万円減額[注釈 1]。法人税額によって決まる地方法人税と法人住民税も減額される。[4]
- 交際費の損金処理（延長がなければ2020年度まで）
2019年度現在、下記2種のどちらかを選択でき、その限度額まで損金算入できる。
  1. 800万円
  2. 接待飲食費の50%（つまり接待飲食費が1600万円を超えた場合はこちらの方がより多く損金算入できる）

資本金が1億円超の企業では、800万円のルールが適用されない。
- 地方税：外形標準課税の免除および法人事業税の増額
外形標準課税が免除される。代わりに法人事業税の最高税率は高くなっている。東京都の2019年度の場合、中小企業の法人事業税の最高税率は7.18%だが、資本金が1億円超の企業は所得割の部分が0.88%。中小企業は所得に応じて税率が変わり最低税率は3.4%[5]。地方法人特別税と特別法人事業税も連動する。
- 少額減価償却資産（延長がなければ2020年度まで）
取得価額10万円以上30万円未満の減価償却資産を税務上年300万円まで全額損金算入できる[6]。10万円未満は企業規模にかかわらず全額損金。
- 繰越欠損金
条件を満たせば、欠損金が生じた事業年度の欠損金を2019年度は過去9年度分を所得と相殺できるが、中小企業は全額繰り越せるのに対して、資本金1億円超の場合50%となる。
- 独立行政法人勤労者退職金共済機構の中小企業退職金共済（中退共）に加入できる。（事業者が従業員に支払う予定の退職金の積み立てについて、国からの補助や税制上の優遇措置が受けられる）
- 金融機関から事業資金を調達するときに、商工業のほとんどの業種では、中小企業者の金融円滑化のために設立された公的機関である信用保証協会の信用保証制度を利用することができ、資金の調達がスムーズになる。

### 日本における法人税課税の概要
日本において法人は法人税法、所得税法、消費税法、租税特別措置法等の法令に基づき課税を受けるが、ここでは法人税法に基づく課税につき概説する。なお以下においては記述の簡略化のため詳細な要件や数多の例外規定等については大部分の記載を省略している。実際の課税の局面においてはここに記述した以外にも様々な要件等があるため注意が必要。
- 納税義務者・事業年度単位課税

内国法人（日本国内に本店・主たる事務所を有する法人）は例外とされる法人を除きその全世界における所得について法人税を納める義務がある。日本国内に起因する所得（国内源泉所得）を有する外国法人の国内源泉所得についても同様に課税される（法人税法第4条に規定）。法人にはその事業年度単位で各事業年度の所得に対する法人税が課税される（法人税法第5条に規定）。事業年度は通常その法人が定款等で定めた会計期間である。通常1年間であることが多いが、設立・解散した事業年度等は1年間でないことが多く、半年決算の法人等1年間より短い期間を会計期間として定めている法人では1年間ではない（法人税法第13条に規定）。
- 各事業年度の所得の金額に対する課税

法人の各事業年度の所得に対する法人税の課税標準（税率を乗じる金額）は各事業年度の所得の金額とされる（法人税法第21条に規定）。
各事業年度の所得の金額はその事業年度の益金の額から損金の額を控除した金額である。原則として益金の額は企業会計における収益の額の合計額、損金の額は企業会計における原価・費用・損失の額の合計額であり、これにより原則としては所得の金額＝企業会計における利益の額となる（従って法人の所得計算は実務上も企業会計による損益計算書末尾の当期純利益からその計算をスタートさせる）が、実際には様々な法人税法他による別段の定めにより税務調整が行われ（例：税務上損金とされないこととなる企業会計上の費用等の額を企業会計上の利益の額に加算し、利益の額を所得の金額に調整する）、結果所得の金額と企業会計の利益額は通常は一致しない（法人税法第22条に規定）。

## 米国の中小企業
米国の中小企業法第3条(a)では「独立所有・独立運営で、自分の業種において独占的な地位を占めていない事業者」と定義されている。

## ドイツの中小企業
ドイツではミッテルシュタントと呼ばれる中小企業群が多数存在する。もともとマイスターという職人志向やギルドといった中小企業を形成、発展させやすい素地があったこと、
また、1989年の東西ドイツ統一により、生産性の低い元東ドイツの中小の製造業にテコ入れを図ったこと、それでも競争力のない企業については淘汰が進んだことから、2000年代以降、ミッテルシュタントは付加価値を高め輸出力を強い製品を多く生み出すようになり、ドイツ経済の原動力として躍進を遂げた。
一方、保護的な政策は十分ではないとされる。2022年ロシアによるウクライナ侵攻の際の例では、短期間のうちにエネルギー価格が高騰した局面で、各ミッテルシュタントが独自に対応できず、倒産の危機に直面する会社が増加した。

## 人事

### 経営と人事との関係
会社の経営戦略と、社員の採用・教育といった人事は、密接な関係があるという。
今後の会社の方向性に対して、長期的な経営戦略を持っている企業では、新卒を採用し、丁寧に育て今後に対応しようとしている。一方、持っていない企業はその場その場で必要な人材を中途採用やアウトソーシングによって賄おうとする傾向があるという。
- 長期的な経営戦略を持っている会社 - 「正社員の新卒採用・内部教育を重視している割合が高い」[10]より引用
- 長期的な経営戦略を持っていない会社 - 「即戦力の人材の中途採用や非正社員の活用業務の外注を重視する割合が高くなっている」[10]より引用

また、経営戦略として、自社の競争力としてどのようなものを重視するかという観点からは以下のように分かれる。
- 技術や製品開発、ブランド力を重視する会社 - 内部での人材育成を重視する傾向がある
- 価格やサービスの提供を重視し、商品価値を軽視する会社 - 中途採用やアウトソーシングを重視する傾向がある

ただし、サービスの提供であっても、ブランド力を重視するホテル業界などは、内部での人材育成を重視する傾向がある。

### 人事の特徴
中小企業の人事は、以下のような特徴がある。
- 中途採用及び中途転職が多い
このことは、技術伝承の困難さ、職場の中核となる人材が育ちにくい状況の原因となっている。
- 永年勤めてくれた人に報いる年功序列型の傾向
上述したように人が辞めやすい中で、長年会社のために働いてくれた人（これは、長年勤めることによって技術の研鑽、先代からの継承にも功績があることを意味する）に報いるために、年功序列型になる傾向がある。

### 人材難
中小企業は、人材難な状況となっている。原因は、就職希望者・新規入社社員及び、会社側双方にある。近年、中小企業はいくら求人を出そうとも新卒が集まってこない厳しい状況に直面している。2005年放送のNHK「日本の、これから」中のスタジオ生討論においても、中小企業経営者らの代表グループが「町工場は人手がまったく足りない」「求人を出している」と語っていた。100年に一度の就職難とされている2010年現在においても、中小企業は新卒学生に向けて大量の求人を出しているが、受験する学生は少なく、中途採用を中心とせざるを得なくなっている。以下に主たる原因を挙げる。
就職希望者・新規入社社員の責任
中小企業は経営が不安定になりやすく、大企業に比べると長期勤務しようという意欲に乏しい社員が多い。中小企業の社員は、3Kの仕事や長時間労働、会社のワンマン体質やそれによる社員の低いモチベーション、給与の低さや待遇の悪さをいやがり、すぐに退職する傾向がある。
会社側の責任
事業所の規模が小さければ、小さいほど人材を育てる体制が全く無い。中小企業はワンマン経営や同族経営をしている場合が多く、社員・役員が社内の体制を見直そうという意識を持っていても､経営者を恐れて何も言えない。また、経営者も役員・社員に対し不信感を抱いており、要職者を親族やイエスマンで固める傾向にある。またほとんどの場合で労働組合が存在せず、労働時間・年次有給休暇・残業代支給などの労働者の権利、企業コンプライアンスが一切守られない傾向にある。人事部や社内倫理委員会も存在しないため、パワハラ・セクハラが起きても問題視されない傾向にある。大企業に比べ給与水準が極端に低く、ボーナスの支給がない、福利厚生のレベルが低いなどの問題もある。

## 各国の中小企業雇用者割合
OECDの調査では国内の中小企業(従業員数250人未満)に雇用されている労働者の割合はアメリカは41.33％、日本は52.8％、イギリスは53.08％、フランスは63.3％である。主要国に比べて大幅に高い韓国では1311万人で国内の労働者の87％も占めているため、最低賃金の変動に最も脆弱な経済構造である。